# أورلاندو سميث
أورلاندو سميث (بالإنجليزية: Orlando Smith)‏ هو طبيب وسياسي بريطاني، ولد في 28 أغسطس 1944 في تورتولا في جزر العذراء البريطانية. حزبياً، نشط في National Democratic Party (British Virgin Islands) ‏.